# Vít Jedlička
Vít Jedlička (Hradec Králové, 6 september 1983) is een Tsjechische liberale politicus en activist. Hij was tot 2009 lid van de Democratische Burgerpartij.

Op 13 april 2015 verklaarde hij een stuk niemandsland tussen Kroatië en Servië onafhankelijk en noemde dit Liberland. Hij heeft zichzelf benoemd tot president van de micronatie.

## Achtergrond
Jedlička heeft gestudeerd aan de Universiteit voor Economie in Praag. In 2009 verliet hij deze met een Bachelor-diploma. In 2013 en 2014 werkte hij als financieel analist.

## Politiek
Jedlička ziet zichzelf als een liberaal politicus en was verbonden aan de Tsjechische Democratische Burgerpartij. Tussen 2009 en 2014 voorzitter van de Party of Free Citizens. Zijn standpunten komen veel overeen met die van de Amerikaanse Republikein Ron Paul.
Jedlička heeft een sceptische houding tegenover de EU.

### Liberland
Op 13 april 2015 riep hij de onafhankelijke republiek Liberland uit. Het is gelegen tussen Kroatië en Servië en heeft als motto: Leven en laten leven
Op 10 mei 2015 werd Jedlička gearresteerd door de Kroatische politie. Volgens sommigen omdat hij illegaal de grens met Liberland overgestoken zou zijn. Op de site van Liberland werd dit echter tegengesproken. Jedlička werd dezelfde dag nog vrijgelaten.

## Privé
Jedlička is getrouwd en heeft één kind.
- Nationale Bibliotheek van Polen: a0000003311971
- ORCID: 0000-0002-8328-2351
- Virtual International Authority File: 68145304389378570705